# Dudek chocholatý
Dudek chocholatý (Upupa epops) je pták z řádu zoborožců. Od května roku 2008 je národním ptákem státu Izrael.

## Taxonomie
Dudek chocholatý je jediným žijícím zástupcem čeledi dudkovitých (Upupidae). Další druh, dudek velký (Upupa antaios), který se v minulosti vyskytoval na ostrově Svatá Helena, vyhynul během 16. století.

### Poddruhy
Rozlišuje se 9 poddruhů. Severozápadní Afriku, Evropu a západní Sibiř obývá dudek chocholatý evropský (U. e. epops), území dále na východ d. ch. asijský (U. e. saturata) a oblast od Suezu k jihu d. ch. egyptský (U. e. major). Dalších 6 poddruhů žije v Africe jižně od Sahary a v jižní Asii.

## Popis

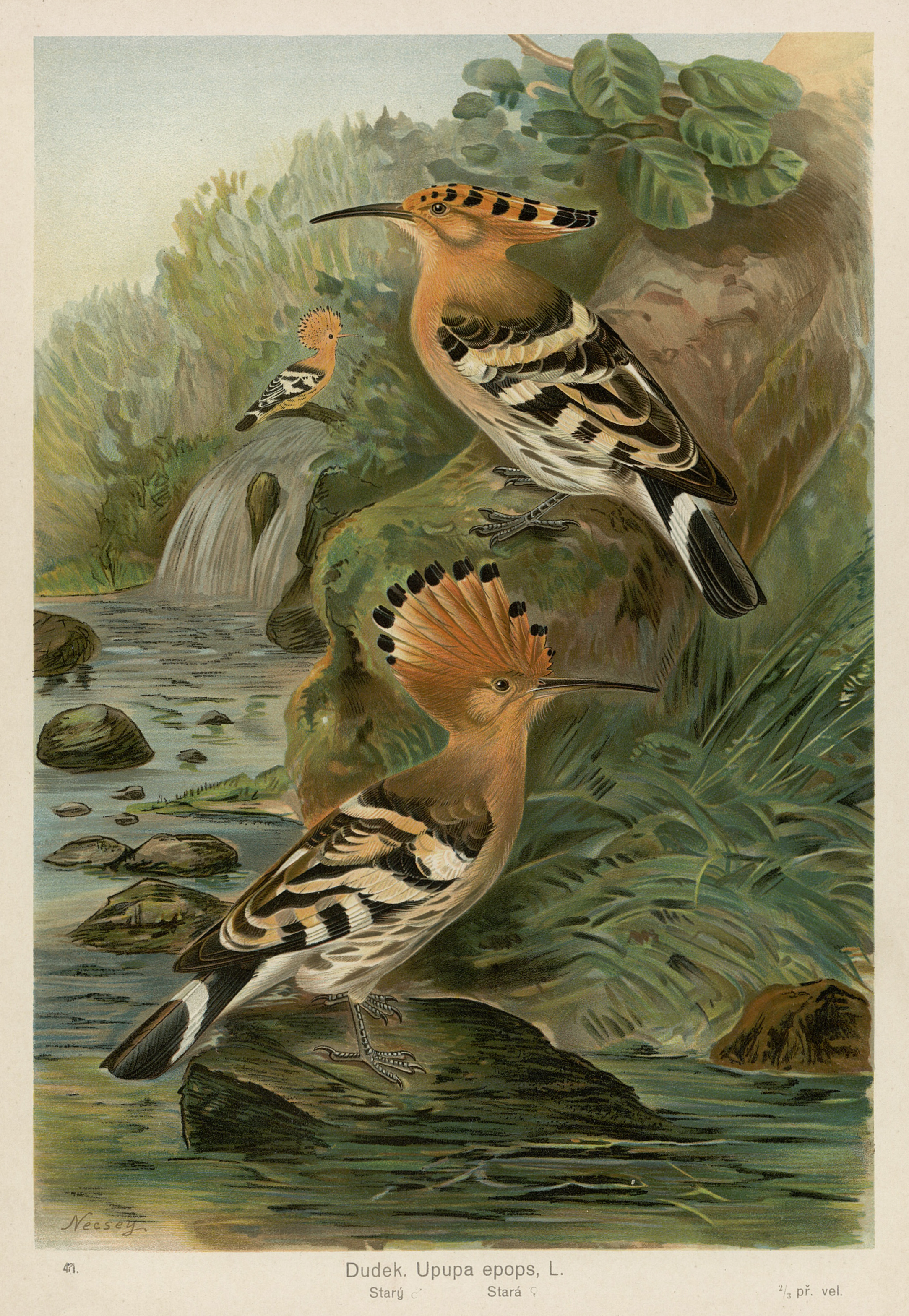
Ilustrace od Štefana Nécseyho z Velkého atlasu ptáků (1911) – dole samec, nahoře samice

Dudek je středně velký pták (délka těla 25–29 cm, rozpětí křídel 44–48 cm), zcela nezaměnitelný, s širokými zakulacenými křídly, výraznou vztyčitelnou chocholkou na hlavě a dlouhým, tenkým, mírně dolů zahnutým zobákem. Zbarvení je žlutohnědě růžové s černými a bílými pruhy, ocas je černý s širokým bílým pruhem. Jednotlivá pohlaví se zbarvením neliší. Létá vlnovitě a dost vratce („motýlí“ třepotavý let), na zemi chováním připomíná špačka.

## Hlas
Při obhajování hnízdního okrsku se ozývá daleko slyšitelným dutým voláním „pu-pu-pu“. Mláďata se na hnízdě při krmení ozývají vysokým „siih“. Při obraně hnízda vydávají varovné drsné opakované zasyčení.

## Rozšíření
Dudek chocholatý hnízdí na rozsáhlém území Evropy, Asie a Afriky. Převážně tažný druh, se zimovišti v jižní Asii a Africe jižně od rovníku (viz mapka rozšíření níže). Evropská populace je odhadována na více než 890 000 párů a vykazuje mírně klesající tendenci.

## Výskyt v Česku
V České republice hnízdil dříve pravidelně a místy zcela běžně, v letech 1950–1960 však téměř vymizel. V současné době hnízdí jen ojediněle a nepravidelně, hlavně v nížinách a pahorkatinách, častěji pouze na jižní Moravě na Hodonínsku, Břeclavsku a Znojemsku. Celková početnost byla v letech 1985–1989 odhadnuta na 60–120 párů, podobně v letech 2001–2003 (70–140 párů).

## Prostředí
Vyhledává otevřenou travnatou krajinu s nízkou intenzitou zemědělství, s pastvinami a loukami prostoupenými drobnými lesíky či alespoň skupinami vzrostlých stromů, okraje rybníků se starými stromy, sady, lesní okraje i velmi řídké lesy; vyhýbá se mokřadům. Svensson uvádí častá pozorování ve vinohradech a sadech.

## Hnízdění

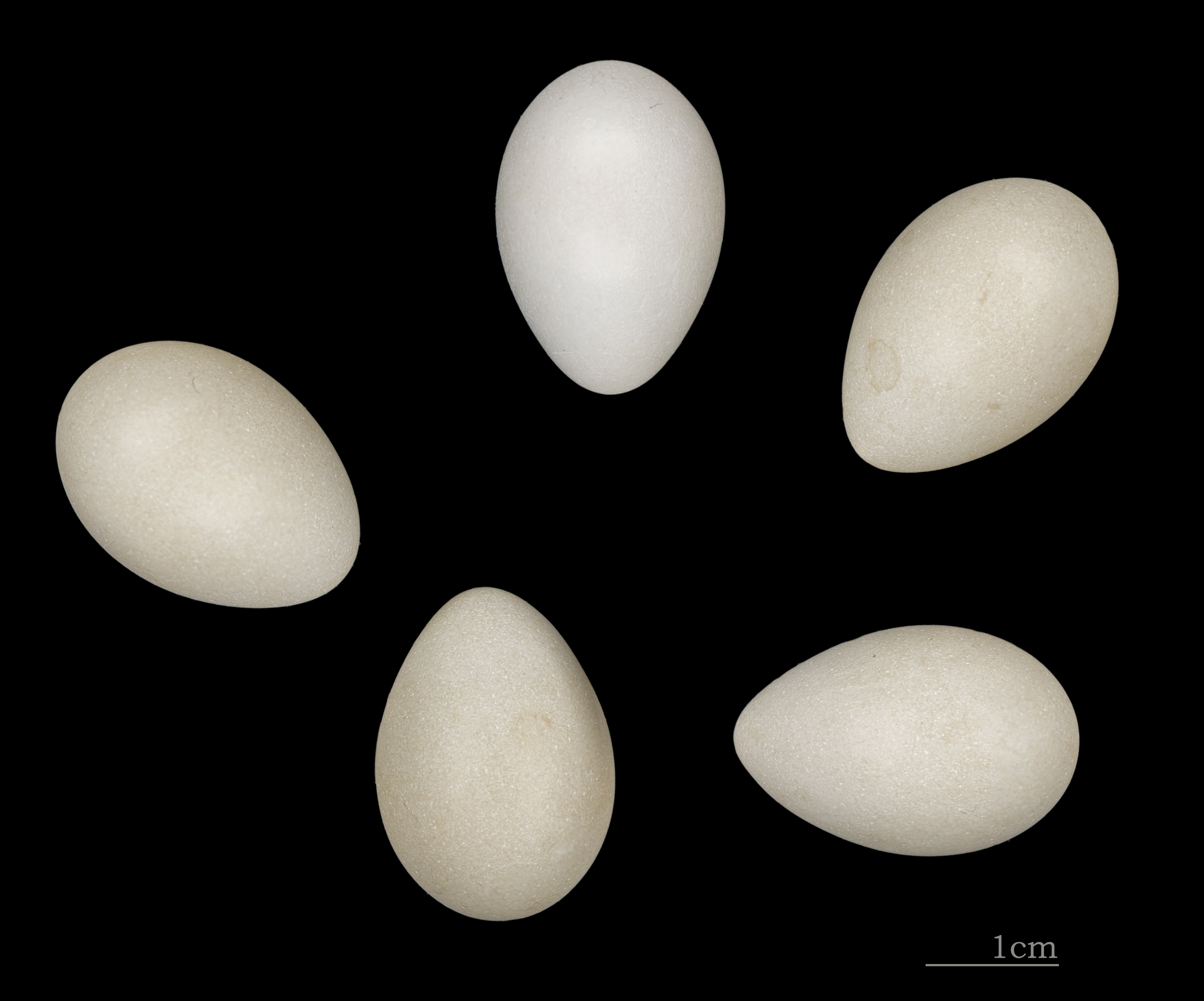
Vejce dudka chocholatého

Na hnízdiště přilétá převážně v první polovině dubna, odlétá hlavně v srpnu a září. Hnízdí jednou do roka, od konce dubna do konce června. Hnízdí jednotlivě a teritoriálně.
K hnízdění potřebuje prostorné stromové dutiny, ale zahnízdí i v dutinách lidských staveb, hromadách kamení i zemních norách.
Hnízdo bývá někdy bez vystýlky, jindy dudek na dno přináší stonky a stébla rostlin a kousky kůry. Ročně mívá jednu snůšku po 5–7 bílých nebo nažloutlých vejcích o rozměrech 26,0 × 17,9 mm. Inkubace je 16 dnů, sedí pouze samice, které samec přináší potravu. Mláďata jsou zpočátku krmena pouze samicí, od 10. dne oběma rodiči a hnízdo opouštějí po 26 dnech. Dalších několik dnů jsou krmena mimo hnízdo. Pohlavně dospívají ve stáří 1 roku. Mláďata na hnízdě po určitou dobu vylučují z kostrční žlázy páchnoucí sekret a pokud jsou ohrožena, vystřikují směrem k otvoru hnízdní dutiny trus. (Proto býval dudek v českém dialektu nazýván smraďoch.)

## Potrava

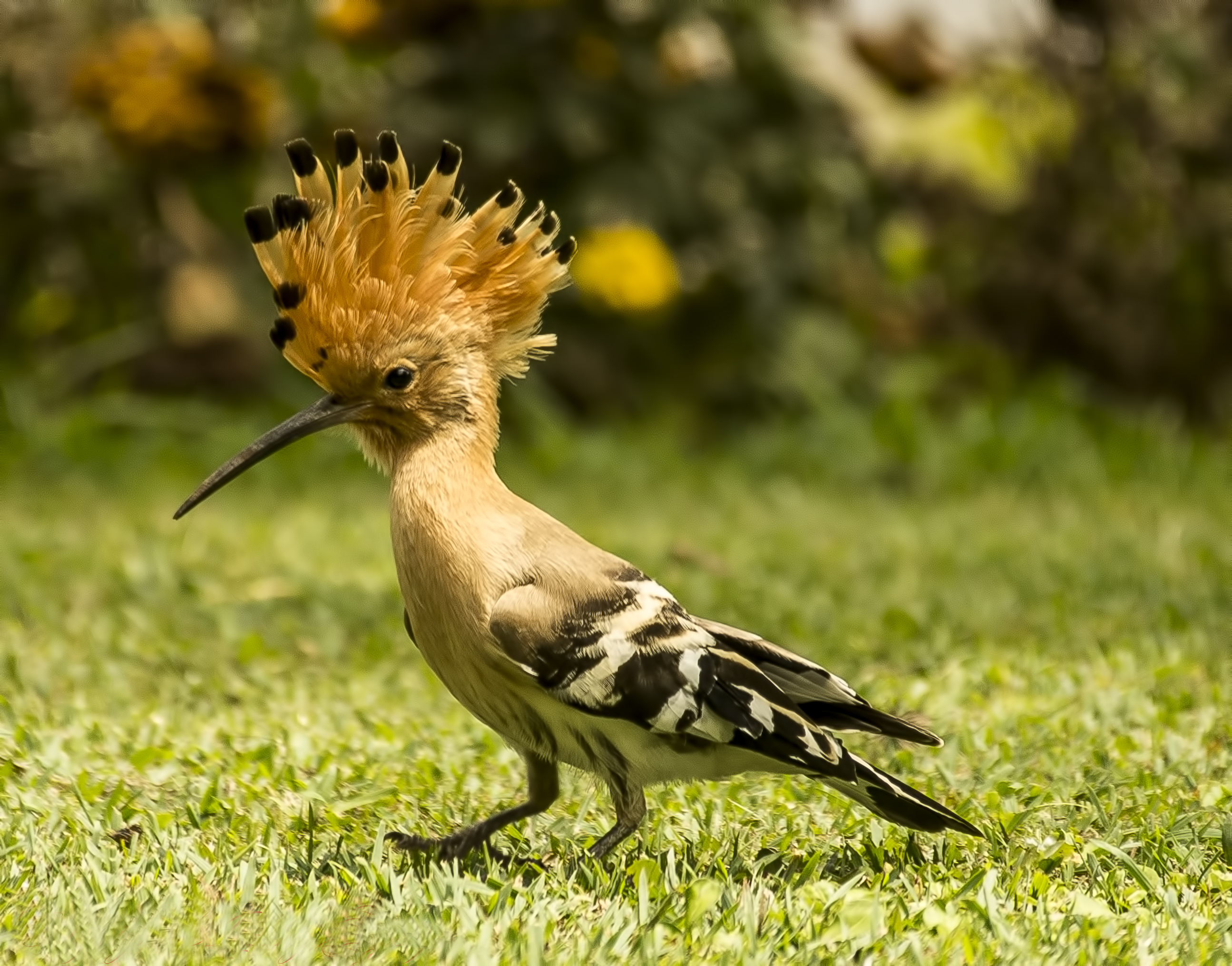
Dudek chocholatý při sběru potravy na zemi

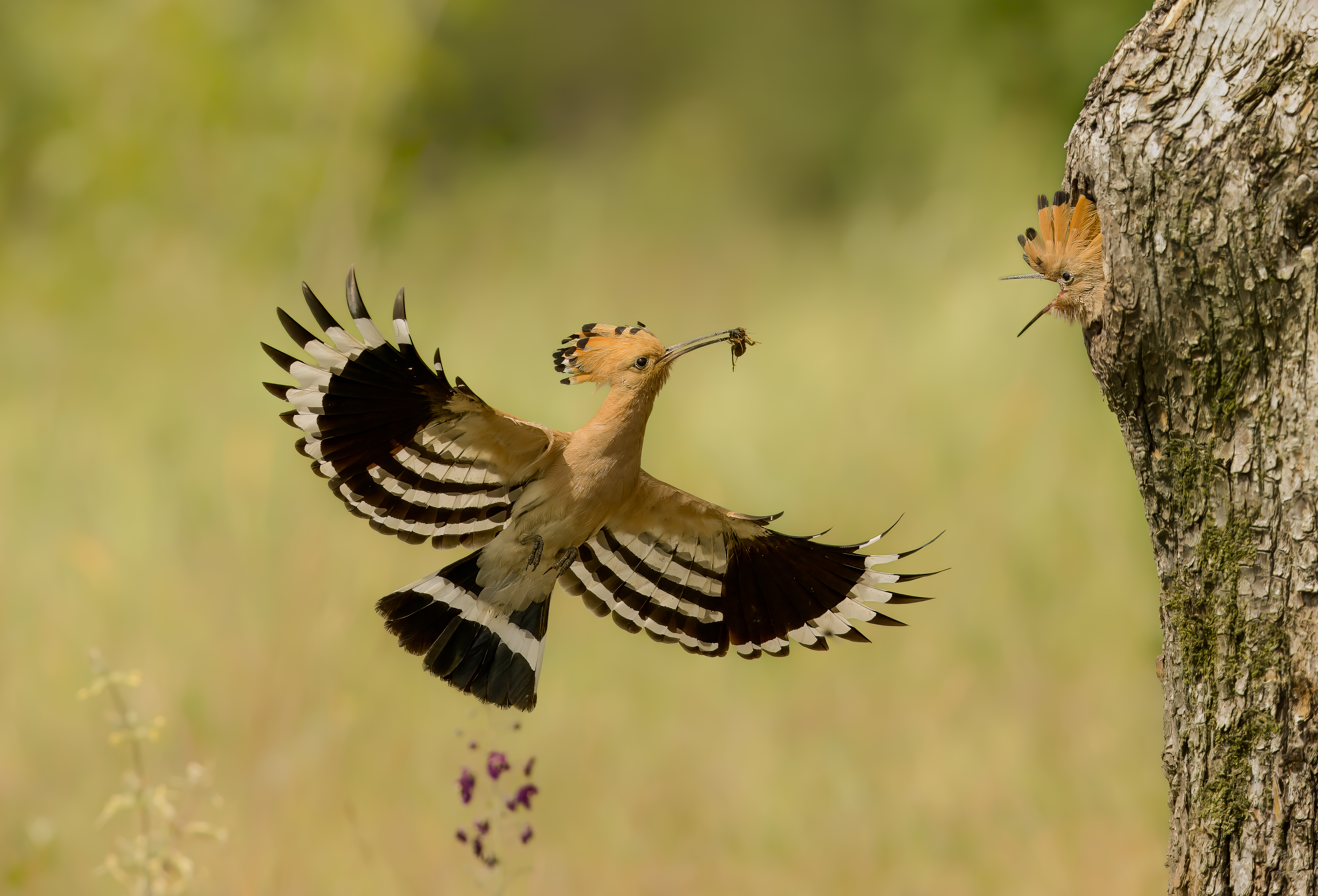
Dudek chocholatý při krmení mláďat

V potravě převažuje hmyz a jeho larvy, zvláště brouci, dvoukřídlí, blanokřídlí, krtonožky a stonožky, dále pavouci a žížaly. Potravu hledá převážně na zemi. Komenský ve svém díle Orbis pictus o dudkovi tvrdí, že je to pták „nejsmrdutější, nebo[ť] lejna žeře“ (v pozdějším vydání též „nejnečistější, neb lejnami se krmí“). Dudek však nekonzumuje výkaly, ale hmyz, který se na nich vyskytuje.